# 鄭存仁
鄭存仁（1519年—1579年），字子義，又字公壽，别号静山，山東東昌府臨清州衛河提舉司人，匠籍，明朝政治人物。官浙江道監察御史。

## 生平
嘉靖二十八年（1549年）己酉科山東鄉試第二十四名舉人。嘉靖二十九年（1550年）中式庚戌科會試第一百八十八名，三甲第三十一名進士。初授浙江餘姚縣知縣，三十五年六月升浙江道監察御史，三十七年巡按陕西甘肅，兼提督河西等處學校，三十九年巡按直隸順天等府，四十年辞官歸鄉。後定居河南百泉，自号为苏门山人。萬曆七年卒，享年六十一。

## 家族
曾祖鄭榮；祖父鄭貴，壽官；父鄭璽，母黃氏。慈侍下。弟存禮。
子懋官、懋寵、懋宣。